# 22-й истребительный авиационный полк
22-й истребительный авиационный Халхингольский Краснознамённый полк (22-й иап) — воинская часть Военно-воздушных сил (ВВС) РККА СССР, принимавшая участие в боевых действиях на Халхин-Голе и в Советско-японской войне.

## Наименования полка
За весь период своего существования полк несколько раз менял своё наименование:
- 22-й истребительный авиационный полк;
- 22-й истребительный авиационный Краснознамённый полк;
- 22-й истребительный авиационный Халхингольский Краснознамённый полк;
- 22-й истребительный авиационный Халхингольский Краснознамённый полк ПВО;
- Полевая почта 55649.

## Формирование
22-й истребительный авиационный полк был сформирован 21 марта 1938 года в ВВС Забайкальского военного округа на основе 21-й отдельной истребительной авиационной эскадрильи в составе 5 авиаэскадрилий со включением в 23-ю истребительную авиационную бригаду ВВС ЗабВО.
В период Великой Отечественной войны входил в состав Забайкальского фронта. С начала войны и до 9 августа 1945 года готовил лётчиков для ведения боевых действий на фронтах.

## Расформирование
Расформирован осенью 1992 года.

## В действующей армии во время Второй мировой войны
В составе действующей армии:
- с 9 августа 1945 года по 3 сентября 1945 года, всего — 26 дней.

## Боевые действия

### Боевые действия на Халкин-Голе
Полк участвовал в боях на Халхин-Голе. Уже в мае 1939 года в боях на Халхин-Голе потерял большое количество состава и был пополнен за счёт 32-го истребительного авиационного полка. Между тем в боях с японцами данный полк был одним и самых успешных полков советских ВВС.

### май 1939 года
Первоe боевое столкновение в небе над Монголией произошло 22 мая 1939 года над горой Хамар-Даба, когда пятёрка советских истребителей столкнулась с пятёркой японских самолётов. Стороны потеряли в воздушном бою по одному самолёту.
22 мая 1939 года на полевые аэродромы в районе Баин-Тумена перебрасывается из Забайкальского военного округа 22-й истребительный полк в составе 63 истребителей: 35 истребителей И-15 бис (один из них во время перелёта пропал без вести) и 28 истребителей И-16 тип 10.
Японцы, в свою очередь, перебросили в Маньчжурию ещё 20 Ки-27 (две эскадрильи 11-го сентая).
27 мая лётчики 22-го иап впервые встретились с противником. Над горой Хамар-Даба 6 советских истребителей вступили в бой с 9 японскими самолётами. В воздушном бою 2 лётчика — старший лейтенант Черенков и младший лейтенант Паксютов — были сбиты, а капитан Савченко, пытавшийся спасти подбитую машину, разбился вблизи своего аэродрома. В машине лейтенанта Пьянкова отказал мотор, и лётчик сделал вынужденную посадку в степи. Японцы потерь не имели.
28 мая было целиком уничтожено в бою звено И-15 бис 70-го иап, все лётчики погибли. Ещё более печально закончился утренний боевой вылет 28 мая в 22-м иап. Готовили 20 машин, но в 7 часов 15 минут по тревоге смогло подняться в воздух только одно звено И-15, которое повёл комэск старший лейтенант Иванченко. Ни он, ни его пилоты — Вознесенский и Чекмарёв на аэродром не вернулись. Спустя 2 часа для прикрытия войск на восточном берегу Халхин-Гола поднялась девятка И-16 во главе с заместителем командира 22-го иап майором П. А. Мягковым. В районе переправы пилоты встретились с 18 И-96. В воздушном бою японцы сбили 6 наших машин, а седьмую сожгли на земле после вынужденной посадки. Погибли майор П. А. Мягков, Лейтенанты В. А. Бакаев, В. П. Константинов, А. Я. Кулешов, А. В. Лимасов, И. Ф. Пустовой. Противник же и на этот раз ушёл безнаказанно.
За два дня воздушных боев потери советской авиации, в составе которой не оказалось лётчиков с боевым опытом, исчислялись в 15 истребителей и 11 лётчиков. Японская авиация потеряла всего одну машину. Такие потери оказались неожиданными и для неприятельского, и для советского командования.
Успех 27 июня был последним у японских истребителей в ходе конфликта. В последующих боях победа неизменно доставалась советским пилотам.
В Москве всерьез озаботились положением в монгольском небе. 28 мая командир 57-го особого стрелкового корпуса комкор Н. Ф. Фекленко в боевом донесении о ходе боев в районе реки Халхин-Гол начальнику Генерального штаба РККА Б. М. Шапошникову просил принять радикальные меры для обеспечения господства в воздухе советской авиации. Меры были приняты самые радикальные. 29 мая из Москвы спецрейсом в Монголию вылетели три пассажирских самолёта, на борту которых находилось 48 опытнейших советских лётчиков, прошедших боевую школу в небе Испании и Китая. Среди них было 22 Героя Советского Союза. Возглавлял группу отечественных асов заместитель командующего Военно-Воздушными Силами РККА комкор Я. В. Смушкевич.

### июнь 1939 года
В двадцатых числах июня в небе над Халхин-Голом начались упорные бои, в которых с каждой стороны участвовали уже по несколько десятков самолётов. 22 июня 105 советских истребителей столкнулись со 120 японскими. Противнику пришлось удалиться в Маньчжоу-Го, потеряв 31 машину. Потери советской авиации в том гигантском воздушном бою составили 14 самолётов, погибли 11 лётчиков, в том числе командир 22-го истребительного полка майор Н. Г. Глазыкин.
Ожесточённые воздушные бои произошли 24 и 26 июня. Соотношение сил было равным — примерно по 50-60 самолётов с каждой стороны. Итогом этих двух воздушных боев стала утрата японцами 25 своих истребителей, которые были сбиты.
Всего в воздушных боях с 22 по 28 июня японские авиационные силы потеряли 90 самолётов. Потери советской авиации оказались гораздо меньшими — 38 машин. Японской авиации пришлось очистить монгольское небо.

### Воздушные бои
- 3 июля — 22-й иап сбил 32 самолёта, потери — 1 пилот;
- 4 и 5 июля — сбиты 24 самолёта противника, наши потери — 1 истребитель и 7 бомбардировщиков;
- 10 июля — сбито 11 японцев, наши потери — 1 самолёт;
- 21 июля — сбито 12 истребителей противника, наши потери — 5 самолётов;
- 23 июля — сбито 8 самолётов, потеряно — 2;
- 24 июля — сбито 28, потери — 7 истребителей и 5 СБ;
- 25 июля — сбито 19, потери — 4;
- 31 июля — сбито 4 И-97, потерь нет;
- 20—28 августа — сбито 113 истребителей, 36 бомбардировщиков, 4 транспортных самолёта.

### Лучшие асы полка
| Имя лётчика         | Число побед на И-16 (личных+групповых) | Примечания                                   |
| ------------------- | -------------------------------------- | -------------------------------------------- |
| Рахов В. Г.         | 8 + 6                                  |                                              |
| Ворожейкин А. В.    | 6 + 13                                 | Летал на И-16П                               |
| Кравченко Г.П.      | 5                                      | Командир 22-го ИАП с июля 1939 г.            |
| Трубаченко В. П.    | 5                                      | Командир эскадрильи И-16П                    |
| Красноюрченко И. И. | 5                                      | самолёт И-16П                                |
| Смирнов Б. А.       | 4 лично                                |                                              |
| Скобарихин В. Ф.    | 5 + 6                                  | Командир эскадрильи. 1 самолёт сбил тараном. |
| Звонарев Н. И.      | 2 + 5                                  | Летал на И-16 с РО-82                        |
| Антоненко А. К.     | 0 + 6                                  |                                              |
| Глазыкин Н. Г.      | 1                                      | Командир 22-го иап, погиб 22.06.1939         |

### Применение неуправлямых ракет
С 20 по 31 августа в боевых действиях принимало участие звено истребителей, в которое входило пять И-16 (командир звена капитан Н. Звонарёв, лётчики И. Михайленко, С. Пименов, В. Федосов и Т. Ткаченко), вооружённых установками РС-82.
20 августа 1939 года в 16 часов лётчики над линией фронта встретились с японскими истребителями и произвели пуск РС с расстояния около километра. В результате было сбито 2 вражеских самолёта. Успех вызван тем, что японцы летели в сомкнутом строю и с постоянной скоростью. Кроме того, сработал фактор внезапности. Японцы так и не поняли, кто их атакует (они приписали свои потери действиям советских зенитчиков).
Всего звено участвовало в 14 боях, сбив 13 японских самолётов без потерь. Японские военные, изучив обломки своей техники, пришли ко мнению, что на наши истребители были установлены крупнокалиберные пушки.

### Результаты
В период участия в боевых действиях на Халхин-Голе (23.05.1939—1.09.1939) воины полка:
- совершили 7514 боевых вылетов
- провели 51 групповой воздушный бой
- сбили свыше 200 японских самолётов
- 36 раз штурмовали наземные цели

## Боевые действия в Советско-японской войне
В период Второй Мировой войны полк принимал участие в Советско-японской войне:
- Маньчжурская операция
  - Хингано-Мукденская наступательная операция — с 9 августа 1945 года по 2 сентября 1945 года.

Было выполнено 74 боевых вылета, в том числе 56 на прикрытие наземных войск и 18 — на разведку. Встреч в воздухе с авиацией противника не было. Потерь не было.

## Подчинение
с 28 августа 1941 года по 15 февраля 1942 года 85-я истребительная авиационная дивизия;
с 3 августа 1942 года 246-я истребительная авиационная дивизия;
с 1960 года 26-я Мукденская дивизия ПВО;
с 5 февраля 1980 года 39-й Мукденский корпус ПВО;
с 1986 года 50-й отдельный гвардейский корпус ПВО

## Командиры
- майор Николай Георгиевич Глазыкин[5], 04.39 — 22.06.39 (погиб).
- капитан Александр Иванович Балашев (Балашов) 22.06.39 — 10.07.39 (исполнял обязанности).
- майор Григорий Пантелеевич Кравченко[5], 22.06.39 — 10.07.39.
- майор Виктор Феофанович Чистяков, 1939 — 02.40.
- капитан Пётр Викторович Граевский, 02.40 — 06.40 (?) (исполнял обязанности).
- капитан Федор Григорьевич Грехов - 07.41 -  (исполнял обязанности - заместитель командира полка).
- майор  Пётр Викторович Граевский 05.42 - 08.42 (из наградного)
- полковник Евгений Дмитриевич Павлов 01.01.43 - 23.04.44
- капитан Макарсков Константин Михайлович   - 08.44 -
- майор Рожков Алексей Петрович[5], 26.12.1944 — 31.12.1945.

## Награды
22-й истребительный авиационный полк был 17 ноября 1939 года за доблесть и мужество, проявленные личным составом при выполнении боевых заданий Правительства, награждён орденом Красного Знамени.

## Отличившиеся воины полка
| Награда | Ф. И. О.                       | Должность                                                   | Звание               | Дата награждения                                     | Данные о вылетах                                                                                                | Примечания          |
| ------- | ------------------------------ | ----------------------------------------------------------- | -------------------- | ---------------------------------------------------- | --- | ------------------- |
|         | Кравченко Григорий Пантелеевич | командир 22-го истребительного авиационного полка           | майор                | 29 августа 1939 года второй медалью «Золотая Звезда» | сбил 5 самолётов противника лично                                                                               | -                   |
|         | Балашов Александр Иванович     | помощник командира 22-го истребительного авиационного полка | капитан              | 29 августа 1939 года                                 | сбил 1 самолёт противника лично                                                                                 | награждён посмертно |
|         | Глазыкин Николай Георгиевич    | командир 22-го истребительного авиационного полка           | майор                | 29 августа 1938 года                                 | сбил 1 самолёт противника лично                                                                                 | награждён посмертно |
|         | Гринёв Николай Васильевич      | командир эскадрильи                                         | лейтенант            | 17 ноября 1939 года                                  | сбил 4 самолёта противника лично и 6 — в группе                                                                 | -                   |
|         | Калачёв Владимир Николаевич    | комиссар полка                                              | батальонный комиссар | 29 августа 1939 года                                 | сбил 6 самолётов противника лично и 2 — в группе                                                                | -                   |
|         | Красноюрченко Иван Иванович    | помощник командира эскадрильи                               | лейтенант            | 17 ноября 1939 года                                  | 111 боевых вылетов, 31 воздушный бой, 45 штурмовых ударов по наземным целям, сбил лично 5 японских истребителей | -                   |
|         | Рахов Виктор Георгиевич        | помощник командира 22-го истребительного авиационного полка | старший лейтенант    | 29 августа 1939 года                                 | 8 боевых вылетов, в 15 воздушных боях сбил 8 самолётов противника лично и 6 — в группе                          | -                   |
|         | Пьянков Александр Петрович     | командир звена 22-го истребительного авиационного полка     | лейтенант            | 17 ноября 1939 года                                  | 111 боевых вылетов, в 13 воздушных боях сбил 3 самолёта противника лично и 8 — в группе                         | -                   |
|         | Скобарихин Витт Фёдорович      | командир эскадрильи                                         | старший лейтенант    | 29 августа 1939 года                                 | сбил 11 самолётов противника (в том числе 1 — тараном)                                                          | -                   |
|         | Трубаченко Василий Петрович    | командир эскадрильи                                         | старший лейтенант    | 29 августа 1939 года                                 | 120 боевых вылетов, 50 воздушных боев, сбил 8 самолётов                                                         | -                   |
|         | Чистяков Виктор Феофанович     | командир эскадрильи                                         | старший лейтенант    | 29 августа 1939 года                                 | сбил 3 самолёта                                                                                                 | -                   |
|         | Якименко Антон Дмитриевич      | флаг-штурман 2-й эскадрильи                                 | лейтенант            | 29 августа 1939 года                                 | сбил 3 самолёта                                                                                                 | -                   |

## Статистика боевых действий
Всего за период боев на Халхин-Голе полком (по состоянию на 01.09.1939 г.):
| Выполнено боевых вылетов | Сбито самолётов в воздухе | Проведено воздушных боев (групповых) | Проведено штурмовок наземных целей (групповых), всего |
| ------------------------ | ------------------------- | ------------------------------------ | ----------------------------------------------------- |
| 7514                     | более 200                 | 51                                   | 36                                                    |

Всего во время Советско-японской войны полком:
| Выполнено боевых вылетов | Вылетов на прикрытие войск | Вылетов на разведку |
| ------------------------ | -------------------------- | ------------------- |
| 74                       | 56                         | 18                  |

Встреч с самолётами противника, воздушных боев и боевых потерь не было

## Базирование
- Баян-Тумен, Монголия.
- Обо-Сомен, Монголия, 10.45 — 18.2.47.
- Безречная (Безречная (аэродром)[англ.][9]), Читинская область, 18.2.47 — 1992.

## Самолёты на вооружении
| Период      | Самолёты       |
| ----------- | -------------- |
| 1938 — 1944 | И-15 бис       |
| 1938 — 1943 | И-153          |
| 1938 — 1944 | И-16           |
| 1944 — 1945 | Ла-5           |
| 1945 — 1951 | Ла-7           |
| 1951 — 1955 | МиГ-15         |
| 1955 — 1971 | МиГ-17         |
| 1971 — 1992 | Су-15, Су-15ТМ |

## Память
Командир полка Кравченко Григорий Пантелеевич Приказом Министра обороны СССР № 76 от 31 октября 1955 года навечно зачислен в списки 3-й эскадрильи 22-го истребительного авиационного Краснознамённого полка, которым командовал в период боев на Халхин-Голе.